# معرض أسماء الله الحسنى
معرض أسماء الله الحسنى (بالإنجليزية: The Beautiful Names of Allah Exhibition)‏: هو معرض دائم مقام في المدينة المنورة غرب المسجد النبوي شمال معرض محمد رسول الله صلى الله عليه وسلم تم افتتاحه في مطلع عام 2014 بمساحة 2000 م2، ويعد المعرض ثمرة من ثمار مشروع الأسماء الحسنى الذي يهدف إلى التعرف بالله جل وعلى وتوحيده وعبادته وربط الناس بربهم وخالقهم ليعبدوه بما يستحق من الإجلال والتعظيم، ويقدم المعرض عرضا لأسماء الله الحسنى ويدعو زواره إلى التأمل والتفكر في أسمائه سبحانه، عبر منظومة من اللوحات وتقنيات العرض الحديثة لتعزز الإيمان بالله تبارك وتعالى، وتجعل الزائر ينطق بتسبيحه وتمجيده. تجاوز عدد زوار المعرض في نسخه المتعددة مليونان وأربعمائة ألف زائر من بداية افتتاحه حتى الآن. وقد تنوعت جنسيات زواره إلى أكثر من 75 جنسية يتحدثون بأكثر من 25 لغة مختلفة. نظمته شركة سمايا الاستثمارية.

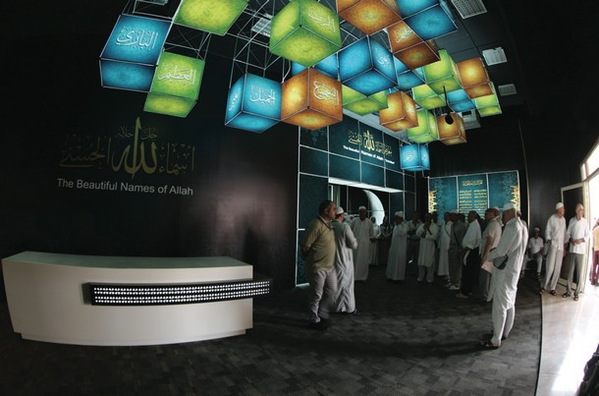
معرض أسماء الله الحسنى

## معرض أسماء الله الحسنى المتنقل
بعد النجاح الكبير لمعرض أسماء الله الحسنى في المدينة المنورة والطلب المتزايد للزوار على لمعرض متنقل للأسماء الحسنى، تم تصميم وتنفيذ معرض أسماء الله الحسنى المتنقل، بالشراكة مع عدد من الجهات كـ شركة أرامكو السعودية ومؤسسة الشيخ سليمان الراجحي الخيرية والهيئة الملكية للجبيل وينبع، وقد تنقل المعرض في كل من المدن التالية: جدة، الرياض، مكة المكرمة، الأحساء، الجبيل حتى الآن.

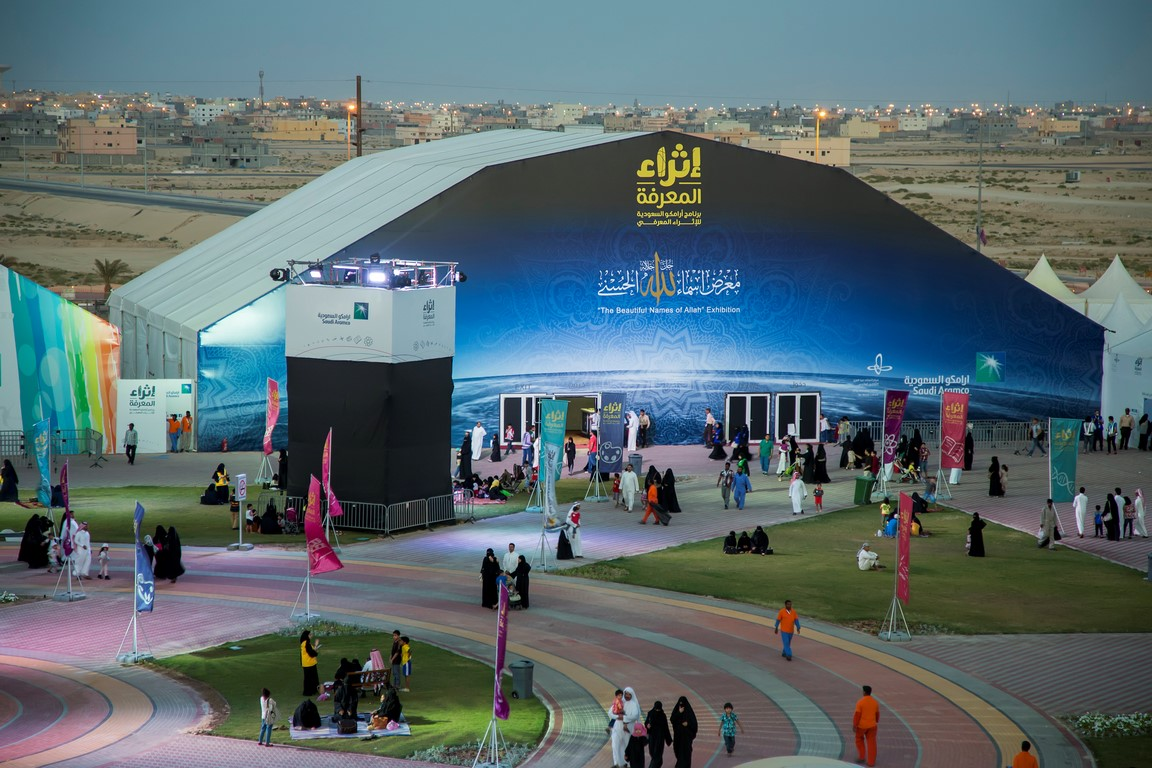
المعرض المتنقل

## لغة المعرض
اللغة العربية هي لغة المعرض الأساسية، ونظراً لكون زوار معرض أسماء الله الحسنى والمدينة المنورة -شرفها الله- ناطقين بلغات عدة، يوجد أيضا اللغة الإنجليزية كلغة ثانية للمعرض، ويوجد كذلك مرشدين للغات الحية الأخرى.

## قاعات المعرض

### قاعة الاستقبال
يتم استقبال الزوار في هذه القاعة والترحيب بهم، ثم تفويجهم بحسب الأعداد وطبيعة الزوار. يتعرف الزائر في هذه القاعة على المعرض وقاعاته والتقنيات المستخدمة فيه، إضافة إلى إرشادات في طريقة التعامل مع المعلومات والمحتوى الخاص بالمعرض وطرق استخدام التقنيات والتعامل معها.

### قاعة التعريف بالمعرض

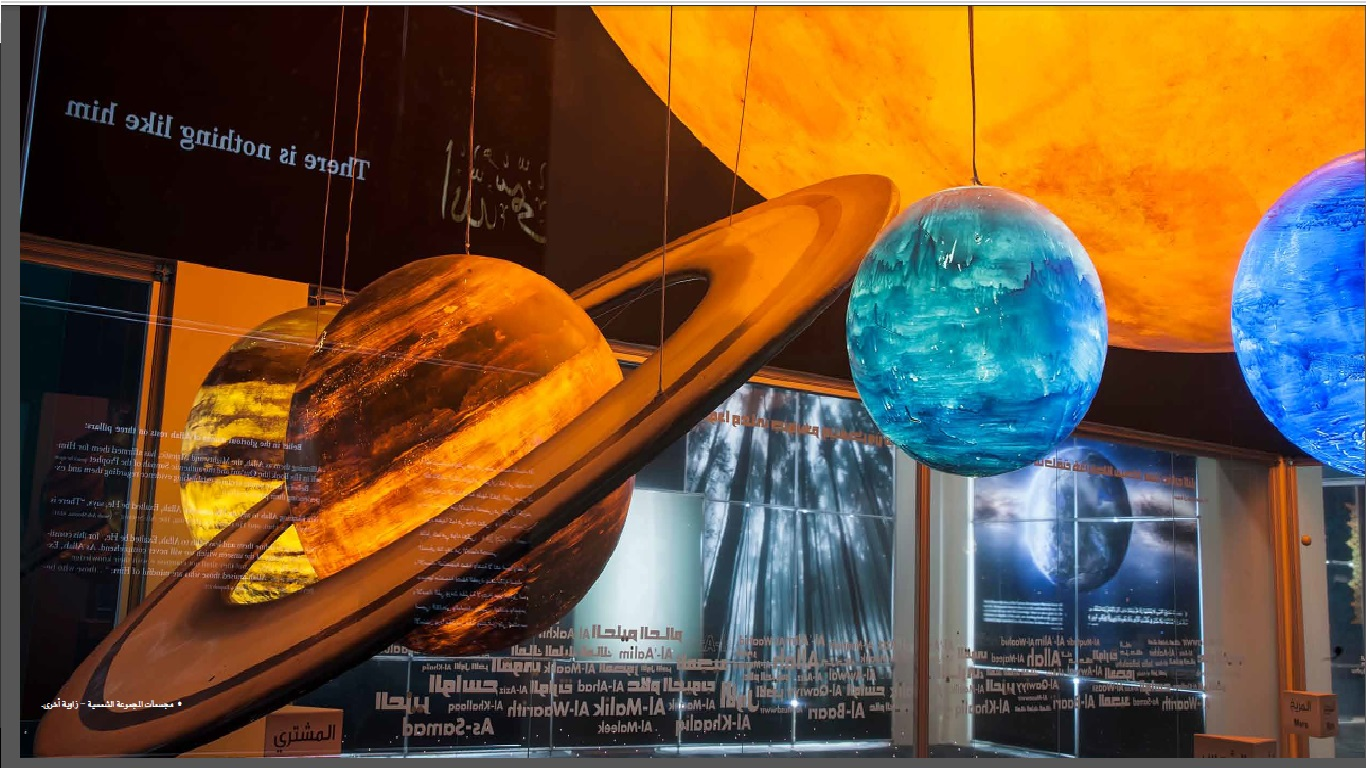
المجموعة الشمسية في قاعة التعريف بالمعرض

هي القاعة الأولى بعد الاستقبال، تحتوى هذه القاعة على مقدمات مهمة عن الأسماء الحسنى وهي:
- العلم بالأسماء الحسنى أشرف العلوم.
- الله سمي نفسه.
- من أحصاها دخل الجنة.
- كما يعرض في هذه القاعة، المجموعة الشمسية التي تمثل إحدى مخلوقات الله تعالي في هذا الكون الفسيح، وهي تشكل شيئا صغيرا أمام المجموعات الأخرى.

### قاعة المحبة والحياء

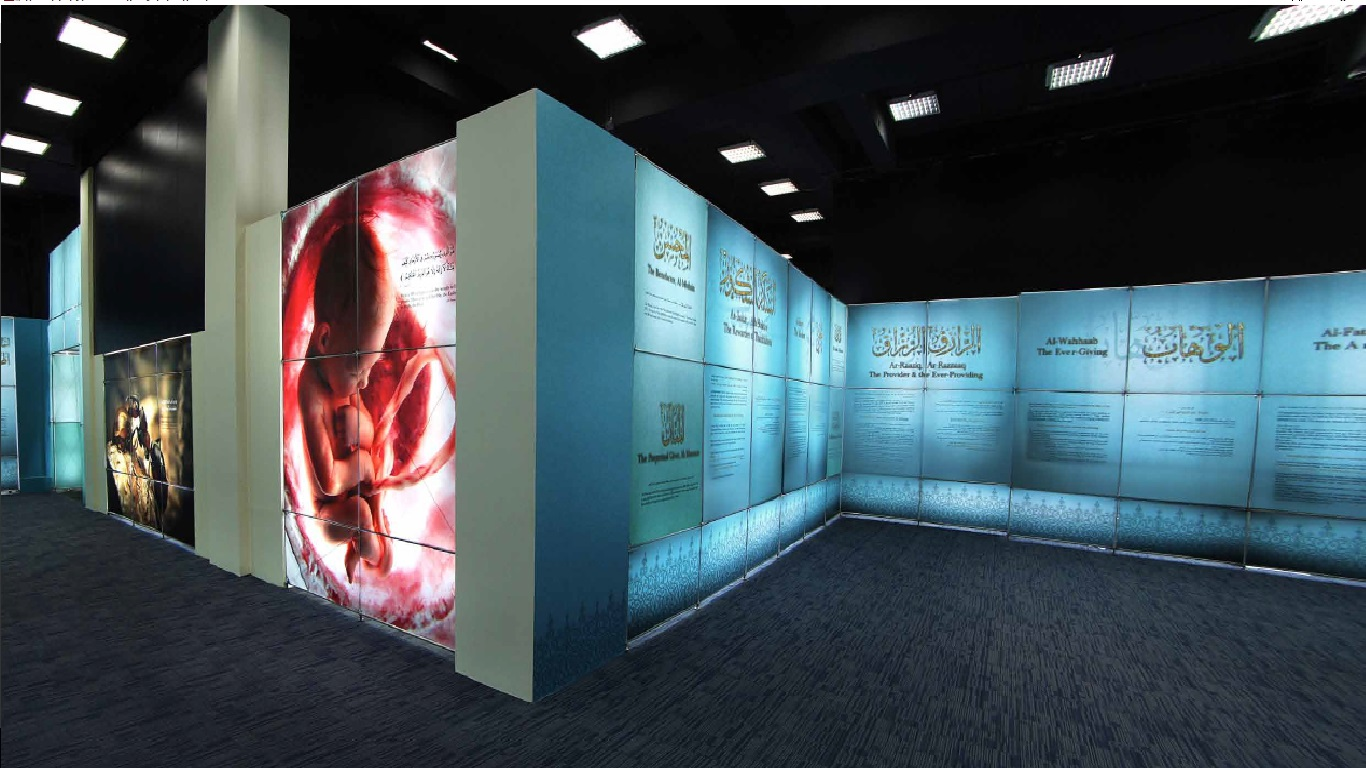
قاعة أسماء الله الحسنى التي تورث المحبة والحياء

على الرغم من أن جميع أسماء الله الحسنى تورث المحبة والحياء، إلا أن هذا هذه القاعة تعرف الزوار على أكثر الأسماء التي تورث المحبة والحياء من الله، حيث يأتي للزائر هذا الأثر من خلال تأمل معاني هذه الأسماء، واستشعار آثارها ودلائلها في الخلق والكون والتشريع.
يتم استخدام العديد من التقنيات الحديثة وشاشات العرض واللوحات الجمالية، التي تشعرك بالحياء من خلال التأمل والعيش فيها، كما تم استخدام مادة علمية ثرية جدا من أجل توفيرها للزوار.

### قاعة الخوف والخشية

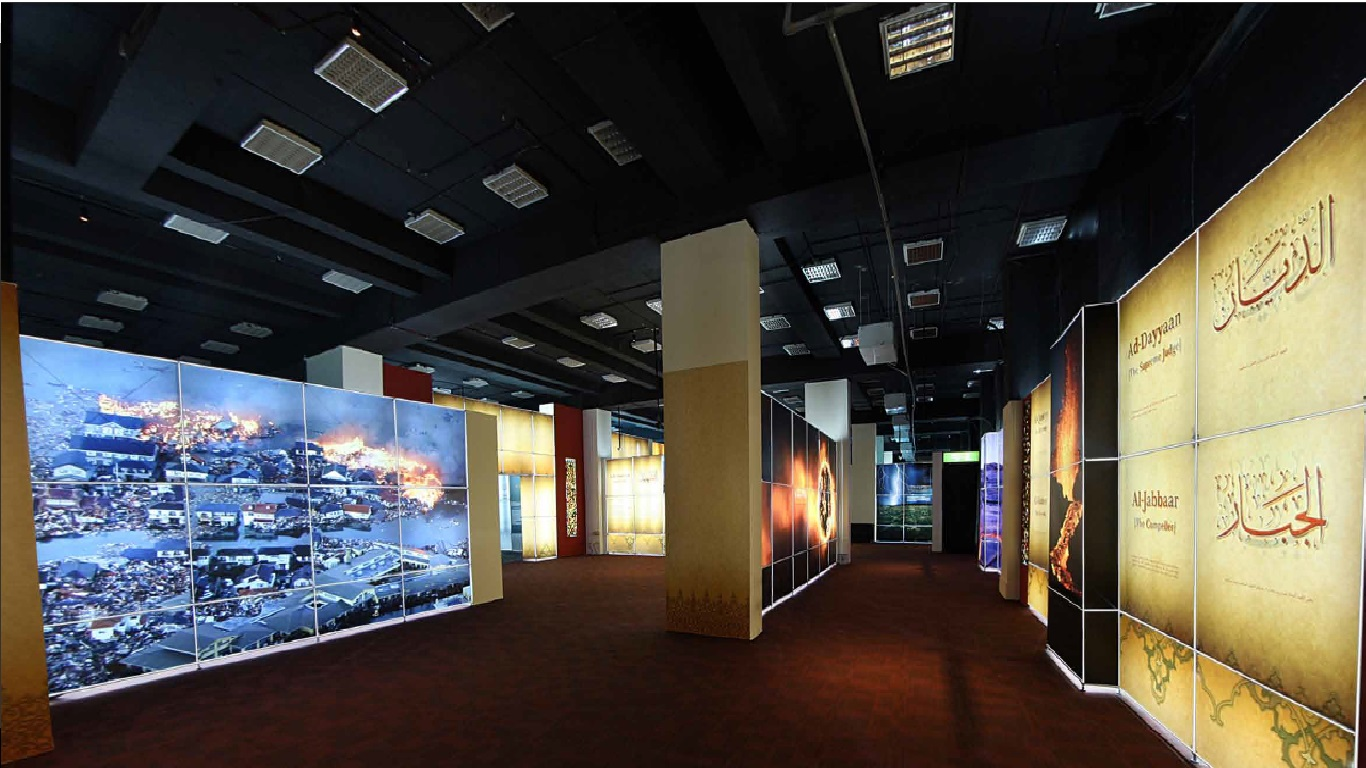
قاعة أسماء الله الحسنى التي تورث الخوف والخشية من الله

يعرض هذا الجناح ابرز أسماء الله الحسنى التي تورث الخوف والخشية من الله، حيث يتعمق هذا الأثر في القلب والنفس من تأمل دلائل هذه الأسماء الحسنى ومعانيها، وآثارها في الحياة الدنيا والآخرة.
من جملة ما دلت عليه هذه الأسماء: إحصاء الله الدقيق، وعلمه بأفعال عباده الباطنة والظاهرة، وإحاطته بخلقه وأفعالهم، ودقائق الكون، وحلمه وقدرته وجبروته، المقتضى لأليم أخذه وشدة عذابه لمن عصاه، وأليم أخذه لمن حل عليهم العقاب بعدله. بهذه القاعة يوجد العديد من التقنيات الحديثة والعروض المرئية، وأساليب الشرح الجمالية التي توضح معاني هذه الأسماء وأثرها على الإنسان.

### قاعة التعظيم والإجلال

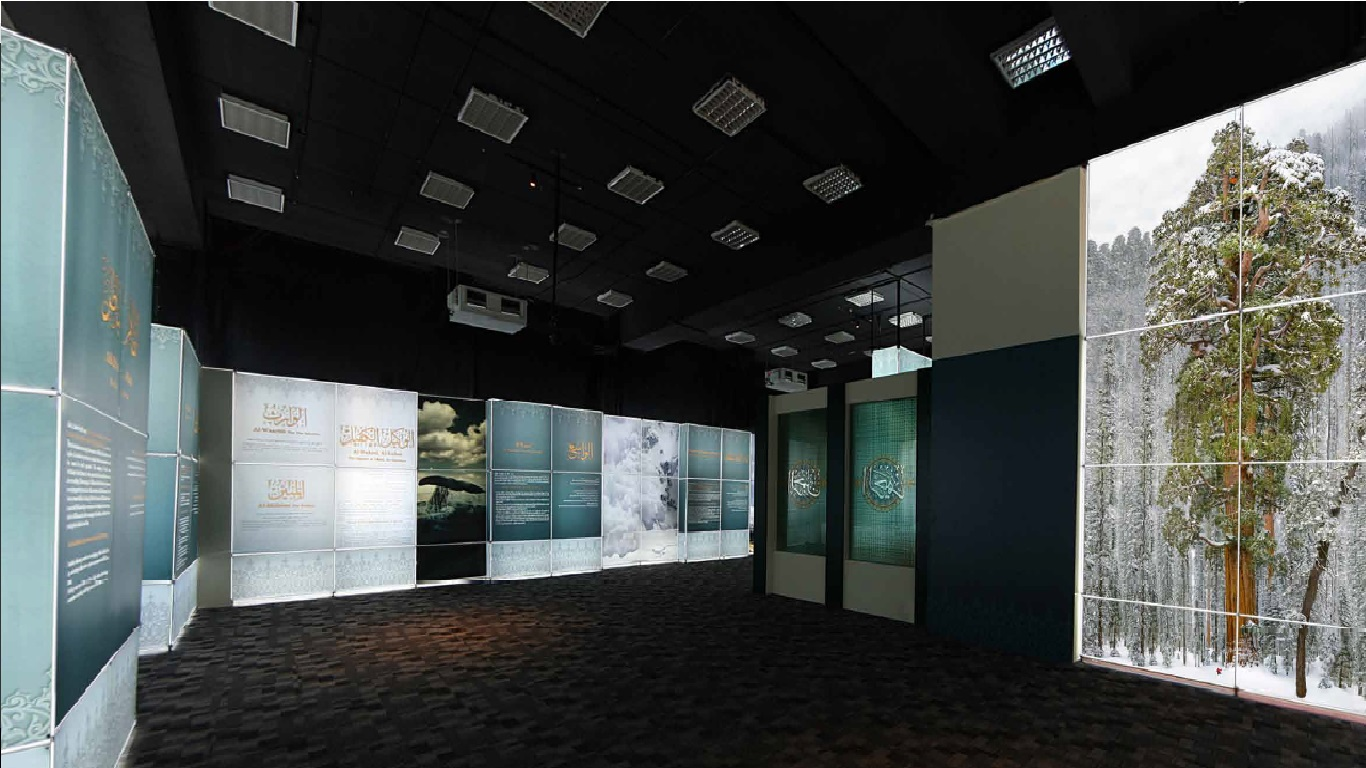
قاعة أسماء الله الحسنى التي تورث التعظيم والاجلال

تعرض هذه القاعة مجموعة من أسماء الله الحسنى التي تدل على عظمة الله سبحانه وتعالى، وجلالة قدره. ومن جملة دلائل هذه الأسماء قدرة الله المطلقة على كل شئ، فهو الخلاق الفعال لما يريد، وإحاطته الكاملة بالكون، وتصريفه المطلق، وقضاؤه النافذ الذي لا يرد، وحكمته التامة في كل خلق، فعل وشرع. كل ذلك وغيره من الدلائل على عظمة الخالق وقدرته يتم عرضها باستخدام الأساليب الحديثة والتقنيات المعاصرة، بأساليب مميزة ومثيرة ليتم من خلالها توعية الزائرة وتثقيفه بهذه المفاهيم، ويشعر الزائر في هذه الزاوية بشعور مميز ورهبة من عظمة الخالق، يعيشها ويتعايش معها.

### قاعة العرض البانورامي

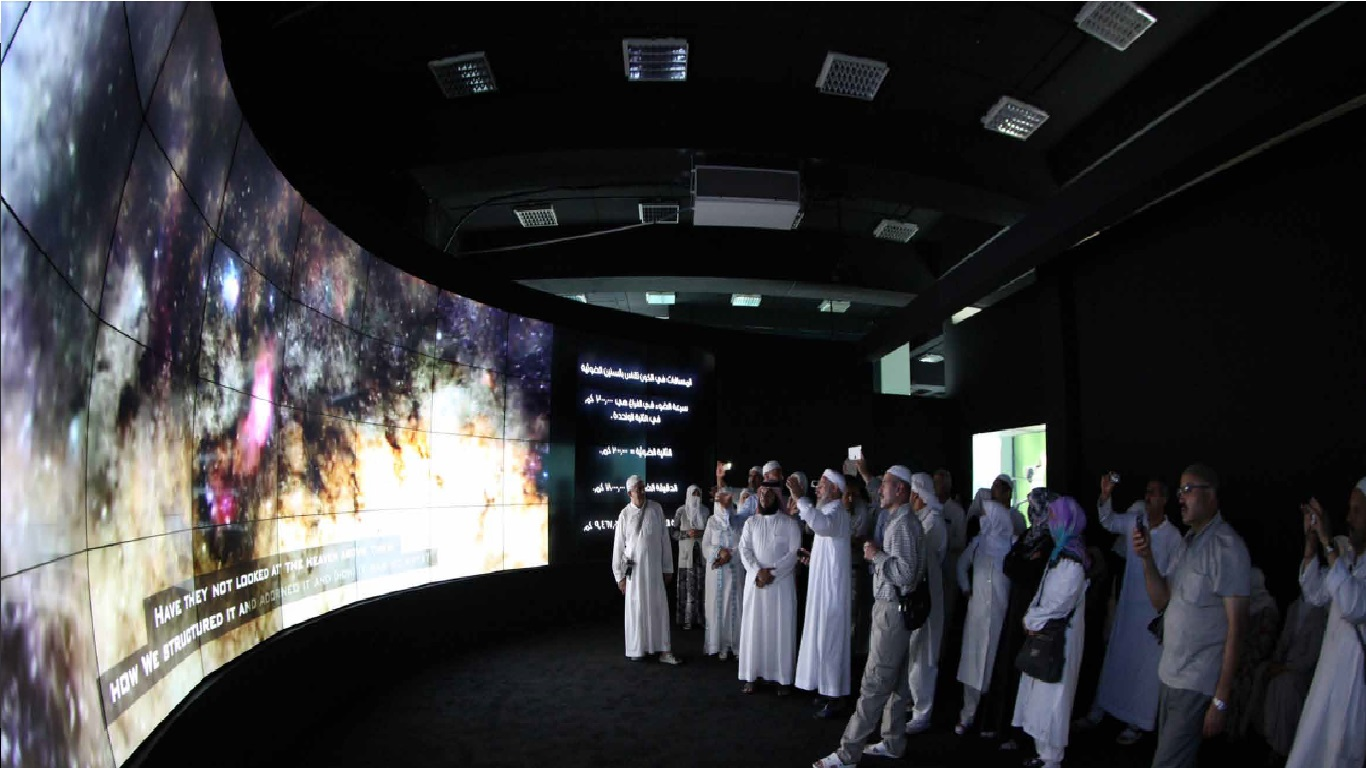
قاعة العرض البانورامي

تتضمن هذه القاعة شاشة بانوراميه ضخمة بتقنية العرض عالي الجودة HD بعرض 15 م.
تحتوى هذه الشاشة على عرض مرئي يصور شيئا من عظمة مخلوقات الله، يجلس فيها الزائر لدقائق قليلة، يشاهد نفحات عظمة الله في خلقه لهذا الكون، حيث يتم عرض مقاطع مميزة ولها تأثير حقيقي على قلب المشاهد، تجعله يشعر بالانبهار والتقديس للخالق لعظمة قدرته وجمال خلقه.

### قاعة الوادع

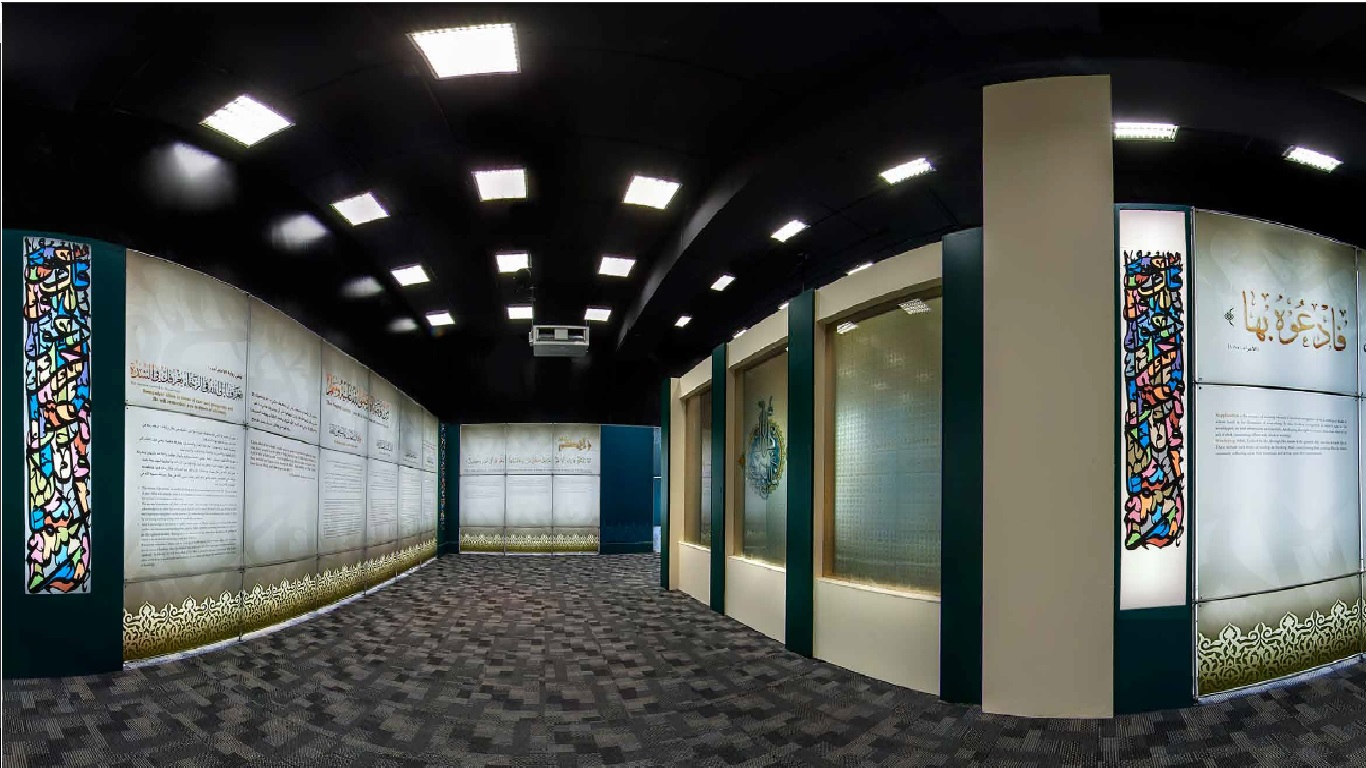
قاعة الوداع

يهدف هذا المعرض إلى تعريف الزائر بعظمة أسماء الله الحسنى ومعانيها وآثارها، وحتى تظل هذه المعلومات حاضرة في ذهنه، أردنا أن تختصر هذه القاعة جملة من النصائح والوصايا المتعلقة بأسماء الله الحسنى، والتي تتحدث عن العمل بأسماء الله الحسنى وحفظها واستثمار الوقت في ذلك، ليستمر أثر الزيارة وتأثيرها.

### القاعة التذكارية

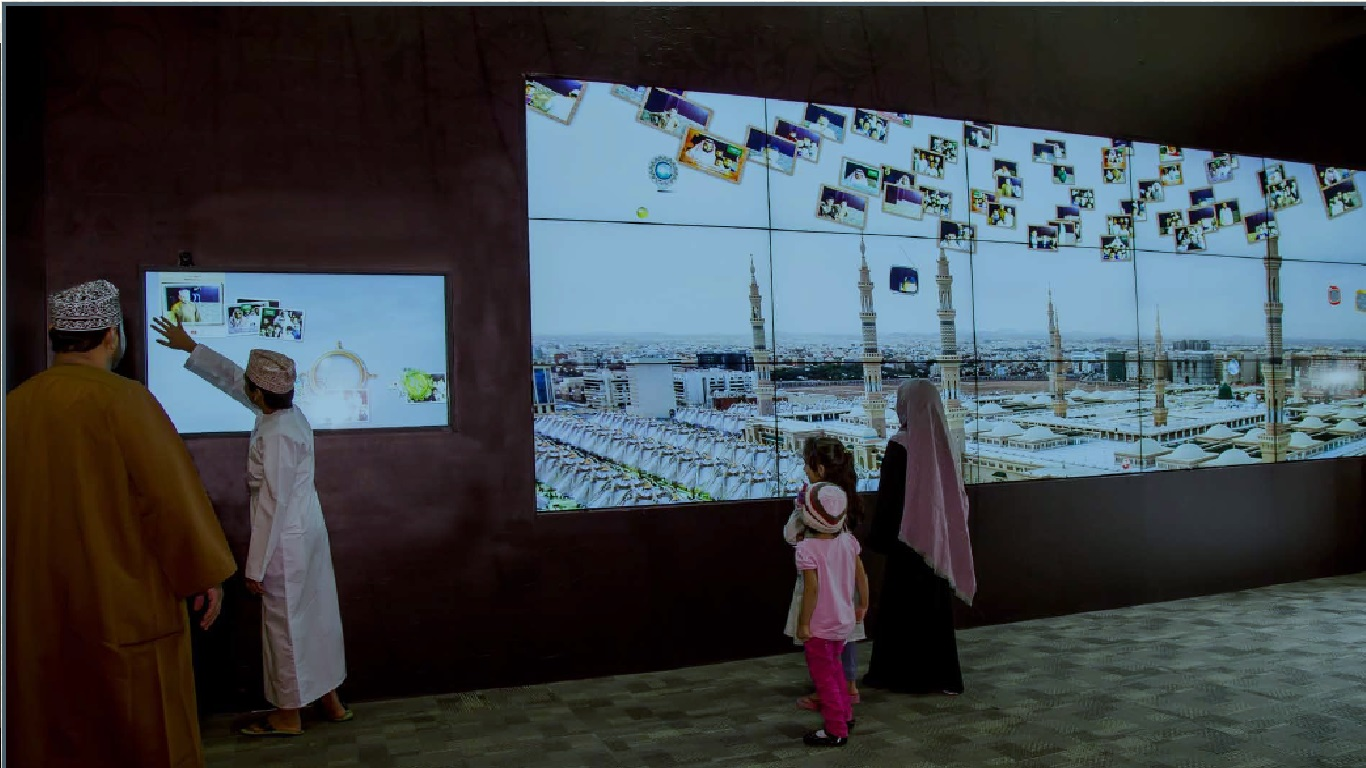
القاعة التذكارية

القاعة التذكارية هي آخر قاعات معرض أسماء الله الحسنى، حيث تم توظيف تقنية الشاشات التفاعلية، لتمنح الزوار فرصة توثيق هذه الزيارة بالصورة، لتبقى ذكراها محفوظة لديهم، ويتم إرسال هذه الصور عبر البريد الإلكتروني ووسائل التواصل الاجتماعي.

## المرشدون
يتوفر في المعرض عددٌ من المرشدين ممن يحملون الشهادات العليا، إضافة إلى طلبة الدراسات العليا المتخصصين في القرآن والعلوم الشرعية، والذين يجيدون عدداً من اللغات.
تلقى المرشدون دورات تدريبية في طرق التعامل مع الزوار بحيث يمكنهم مساعدتهم في توضيح بعض الجوانب التي قد تخفى عليهم خلال زيارتهم المعرض، إضافة إلى الإجابة على أسئلتهم واستفساراتهم حول طريقة التعامل مع المعرض أو محتواه أو تقنياته.

## وصلات خارجية
- مشروع أسماء الله الحسنى، العربية.نت
- مشروع أسماء الله الحسنى، الشرق الأوسط
- مشروع أسماء الله الحسنى، جديد انفو
- مشروع أسماء الله الحسنى
- مشروع أسماء الله الحسنى، صحيفة سبق
- مشروع أسماء الله الحسنى، صحيفة الوسط